# Burgeo
Burgeo es una ciudad canadiense situada sobre la costa sur de Terranova. La ciudad está situada al final de la ruta 480, que es su única conexión terrestre y es el punto de partida de numerosos barcos costeros garantizando el abastecimiento de las comunidades aisladas de la costa sur, como Ramea y  Gray River. Es también el punto de partida de un expreso en dirección de Rose Blanche-Harbour La Cou y Port-aux-Basques.
Sus primeros habitantes fueron los franceses, arribados a principio de las años 1700. Fueron rápidamente reemplazados por los ingleses que, a su vez, se convirtieron canadienses.
Hoy, la ciudad cuenta con aproximadamente 1.600 habitantes y posee numerosas atracciones turísticas, así como un hospital.

## Clima
| Parámetros climáticos promedio de Burgeo (1961-1990) | Parámetros climáticos promedio de Burgeo (1961-1990) | Parámetros climáticos promedio de Burgeo (1961-1990) | Parámetros climáticos promedio de Burgeo (1961-1990) | Parámetros climáticos promedio de Burgeo (1961-1990) | Parámetros climáticos promedio de Burgeo (1961-1990) | Parámetros climáticos promedio de Burgeo (1961-1990) | Parámetros climáticos promedio de Burgeo (1961-1990) | Parámetros climáticos promedio de Burgeo (1961-1990) | Parámetros climáticos promedio de Burgeo (1961-1990) | Parámetros climáticos promedio de Burgeo (1961-1990) | Parámetros climáticos promedio de Burgeo (1961-1990) | Parámetros climáticos promedio de Burgeo (1961-1990) | Parámetros climáticos promedio de Burgeo (1961-1990) |
| Mes                                                  | Ene.                                                 | Feb.                                                 | Mar.                                                 | Abr.                                                 | May.                                                 | Jun.                                                 | Jul.                                                 | Ago.                                                 | Sep.                                                 | Oct.                                                 | Nov.                                                 | Dic.                                                 | Anual                                                |
| ---------------------------------------------------- | ---------------------------------------------------- | ---------------------------------------------------- | ---------------------------------------------------- | ---------------------------------------------------- | ---------------------------------------------------- | ---------------------------------------------------- | ---------------------------------------------------- | ---------------------------------------------------- | ---------------------------------------------------- | ---------------------------------------------------- | ---------------------------------------------------- | ---------------------------------------------------- | ---------------------------------------------------- |
| Temp. máx. abs. (°C)                                 | 8.7                                                  | 8.9                                                  | 9.2                                                  | 14.8                                                 | 21.7                                                 | 24.4                                                 | 25.9                                                 | 26.7                                                 | 23.1                                                 | 18.6                                                 | 14.4                                                 | 11.5                                                 | 26.7                                                 |
| Temp. máx. media (°C)                                | -1.4                                                 | -2                                                   | 0.5                                                  | 4.5                                                  | 8.8                                                  | 12.6                                                 | 16.5                                                 | 18.1                                                 | 15.2                                                 | 10.3                                                 | 5.8                                                  | 1.3                                                  | 7.5                                                  |
| Temp. media (°C)                                     | -4.9                                                 | -5.6                                                 | -2.9                                                 | 1.5                                                  | 5.6                                                  | 9.5                                                  | 13.6                                                 | 14.8                                                 | 11.6                                                 | 6.9                                                  | 2.8                                                  | -2.0                                                 | 4.2                                                  |
| Temp. mín. media (°C)                                | -8.4                                                 | -9.4                                                 | -6.4                                                 | -1.5                                                 | 2.4                                                  | 6.4                                                  | 10.5                                                 | 11.4                                                 | 7.8                                                  | 3.4                                                  | -0.3                                                 | -5.4                                                 | 0.9                                                  |
| Temp. mín. abs. (°C)                                 | -19.4                                                | -25.6                                                | -25.2                                                | -12.2                                                | -7.2                                                 | 1.1                                                  | 4.4                                                  | 3.9                                                  | -0.6                                                 | -4.7                                                 | -12.9                                                | -18.3                                                | -25.6                                                |
| Precipitación total (mm)                             | 156.7                                                | 130.5                                                | 128.1                                                | 131.6                                                | 125.2                                                | 149.3                                                | 139.9                                                | 138.5                                                | 133.2                                                | 156.9                                                | 175.5                                                | 173.8                                                | 1739.2                                               |
| Nevadas (cm)                                         | 75.3                                                 | 62.6                                                 | 53.6                                                 | 19.6                                                 | 3.7                                                  | 0.2                                                  | 0.0                                                  | 0.0                                                  | 0.0                                                  | 2.2                                                  | 16.3                                                 | 54.8                                                 | 288.3                                                |
| Días de precipitaciones (≥ 0.2 mm)                   | 19                                                   | 17                                                   | 17                                                   | 15                                                   | 15                                                   | 16                                                   | 17                                                   | 17                                                   | 15                                                   | 16                                                   | 17                                                   | 18                                                   | 199                                                  |
| Días de lluvias (≥ 0.2 mm)                           | 7                                                    | 6                                                    | 8                                                    | 11                                                   | 15                                                   | 16                                                   | 17                                                   | 17                                                   | 15                                                   | 16                                                   | 14                                                   | 10                                                   | 151                                                  |
| Días de nevadas (≥ 0.2 cm)                           | 16                                                   | 14                                                   | 12                                                   | 6                                                    | trace                                                | trace                                                | trace                                                | 0                                                    | 0                                                    | trace                                                | 5                                                    | 12                                                   | 67                                                   |
| Humedad relativa (%)                                 | 78                                                   | 77                                                   | 78                                                   | 79                                                   | 79                                                   | 82                                                   | 85                                                   | 83                                                   | 78                                                   | 77                                                   | 80                                                   | 79                                                   | 79.6                                                 |
| Fuente: 1961-1990 Environment Canada                 |                                                      |                                                      |                                                      |                                                      |                                                      |                                                      |                                                      |                                                      |                                                      |                                                      |                                                      |                                                      |                                                      |